# Lagoysk
Lagoysk (bielorruso: Лаго́йск) o Logoysk (ruso: Лого́йск) es una ciudad subdistrital de Bielorrusia, capital del distrito homónimo en la provincia de Minsk.
En 2023, la ciudad tenía una población de 15 515 habitantes. Es sede administrativa del consejo rural homónimo sin formar parte del mismo.
Se ubica unos 25 km al noreste de la capital nacional Minsk, sobre la carretera M3 que lleva a Vítebsk.

## Historia
Se conoce la existencia de la localidad desde 1078, cuando aparece en un documento de Vladímir II Monómaco. En tiempos de la Rus de Kiev formaba parte del principado de Pólatsk, hasta que en 1180 pasó a ser sede de su propio principado. En el primer cuarto del siglo XIV se integró en el Gran Ducado de Lituania, donde desde 1528 pasó a pertenecer a la familia noble Tyszkiewicz. En 1673, Miguel Korybut Wiśniowiecki le otorgó un mercado semanal y dos ferias anuales. En la partición de 1793 se incorporó al Imperio ruso, que estableció aquí el centro administrativo de un vólost en el uyezd de Borísov de la gobernación de Minsk, manteniendo el estatus de miasteczko con tres ferias anuales. En 1919 se integró en la RSS de Bielorrusia, que en 1924 le dio el estatus de capital distrital y en 1938 el de asentamiento de tipo urbano. Adoptó el estatus de ciudad subdistrital en 1998.